# Eristalis rupium
Eristalis rupium је врста инсекта из реда двокрилаца - Diptera, која припада породици осоликих мува - Syrphidae.

## Опис
Eristalis rupium је мала врста осолике муве из потфамилије Eristalinae. Од осталих врста свог рода Eristalis се разликује тешко, па је зарад идентификације врсте најбоље вршити екстракцију терминалија мужјака. Ова врста има дужину тела од 9 - 13 мм. Женке на крилима имају  цик-цак траку која код мужјака може изостајати.

## Распрострањење и станиште
Насељава северну и централну Европу, Балкан и Турску, док на истоку преко Русије, врста насељава и Сибир. Такође је присутна и у Северној Америци. На Балкану и у Србији је ретка, постоји свега неколико података о присуству ове врсте са највиших планина. Eristalis rupium насељава планине где се јавља на ливадама, често влажним, и посећују цветове различитих врста биљака, пре свега фамилије Apiaceae.

## Биологија
Одрасле јединке су активне од маја до августа / септембра. Хране се поленом и нектаром са цвасти различитих врста биљака, често из породице Apiaceae. Ларве се налазе у води.

## Синоними
- Eristalis hybrida Kanervo, 1938
- Eristalis infuscata Kanervo, 1938
- Eristalis nigrofasciata Kanervo, 1938
- Eristalis nigrotarsata Kanervo, 1938
- Eristalis nitidus Wehr, 1924
- Syrphus piceus Fallen, 1817